# Corallana sculpta
Corallana sculpta är en kräftdjursart som först beskrevs av H. Milne Edwards 1840.  Corallana sculpta ingår i släktet Corallana och familjen Corallanidae. Inga underarter finns listade i Catalogue of Life.